# سديم أوميجا
سديم أوميجا  أو مسييه 17  (بالإنجليزية:  Omega Nebula أو Messier 17 أو NGC 6618)‏ هو سديم يوجد في كوكبة الرامي وهو يتكون من منطقة هيدروجين H II ) II) . اكتشفه فيليب شيسو عام 1745 وقيده شارل مسييه في الفهرس المعروف باسمه عام 1764 . وهو يوجد في منطقة غنية بالنجوم في كوكبة الرامي.
يبعد سديم أوميجا بين 5000 - 6000 سنة ضوئية من الأرض وتمتد باتساع 15 سنة ضوئية لقطرها، ويقدر حجم الجزء الغازي الغباري من السديم نحو 40 سنة ضوئية. وتقدر الكتلة الكلية لمادة السديم بنحو 800 كتلة شمسية.
ويتخلل هذا السديم نحو 35 من النجوم وهي التي تغمر الغازات والغبار بضوئها فتحثها على الإضاءة وعلى الأخص أضواء النجوم الجديدة ذات الحرارة العالية.

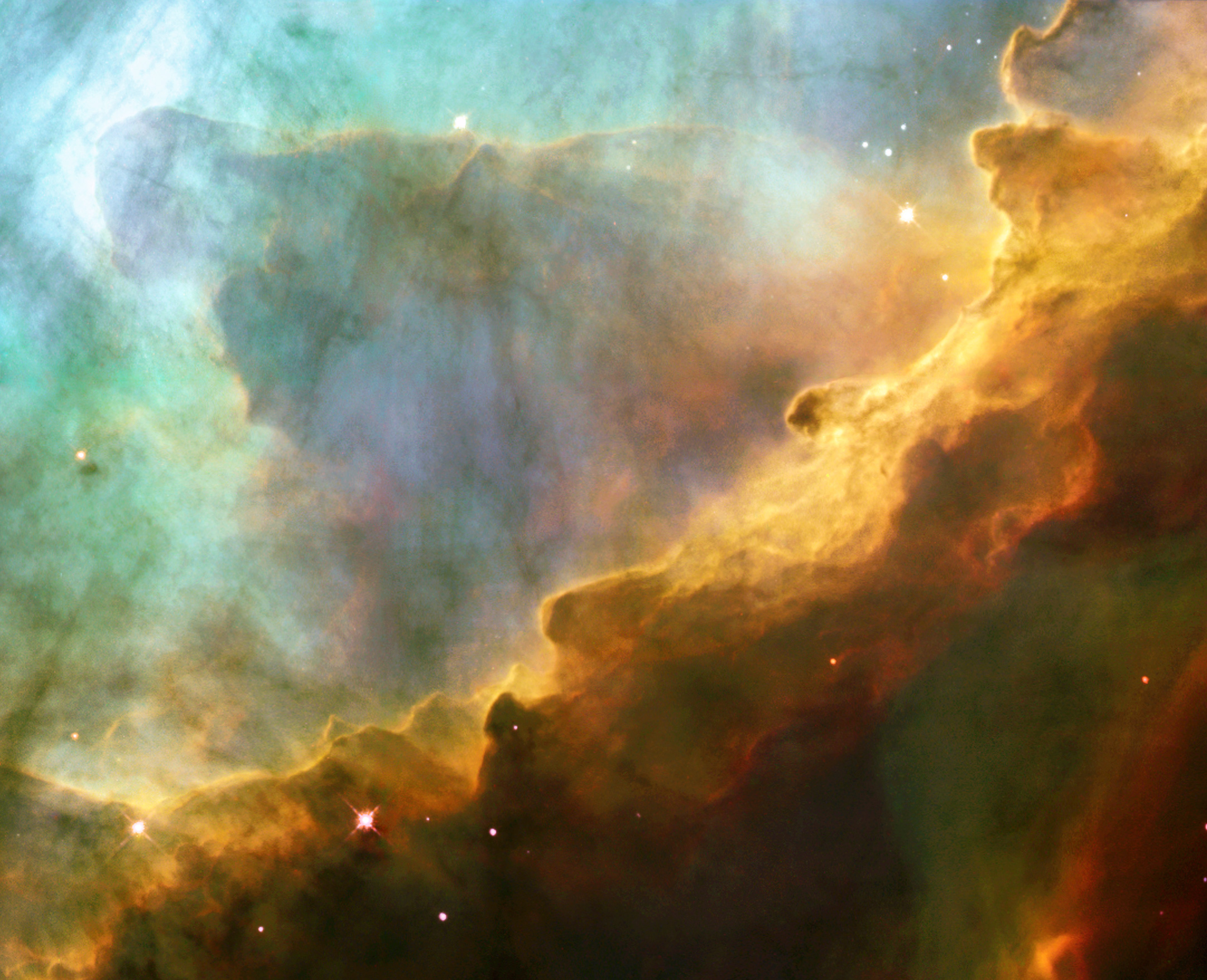

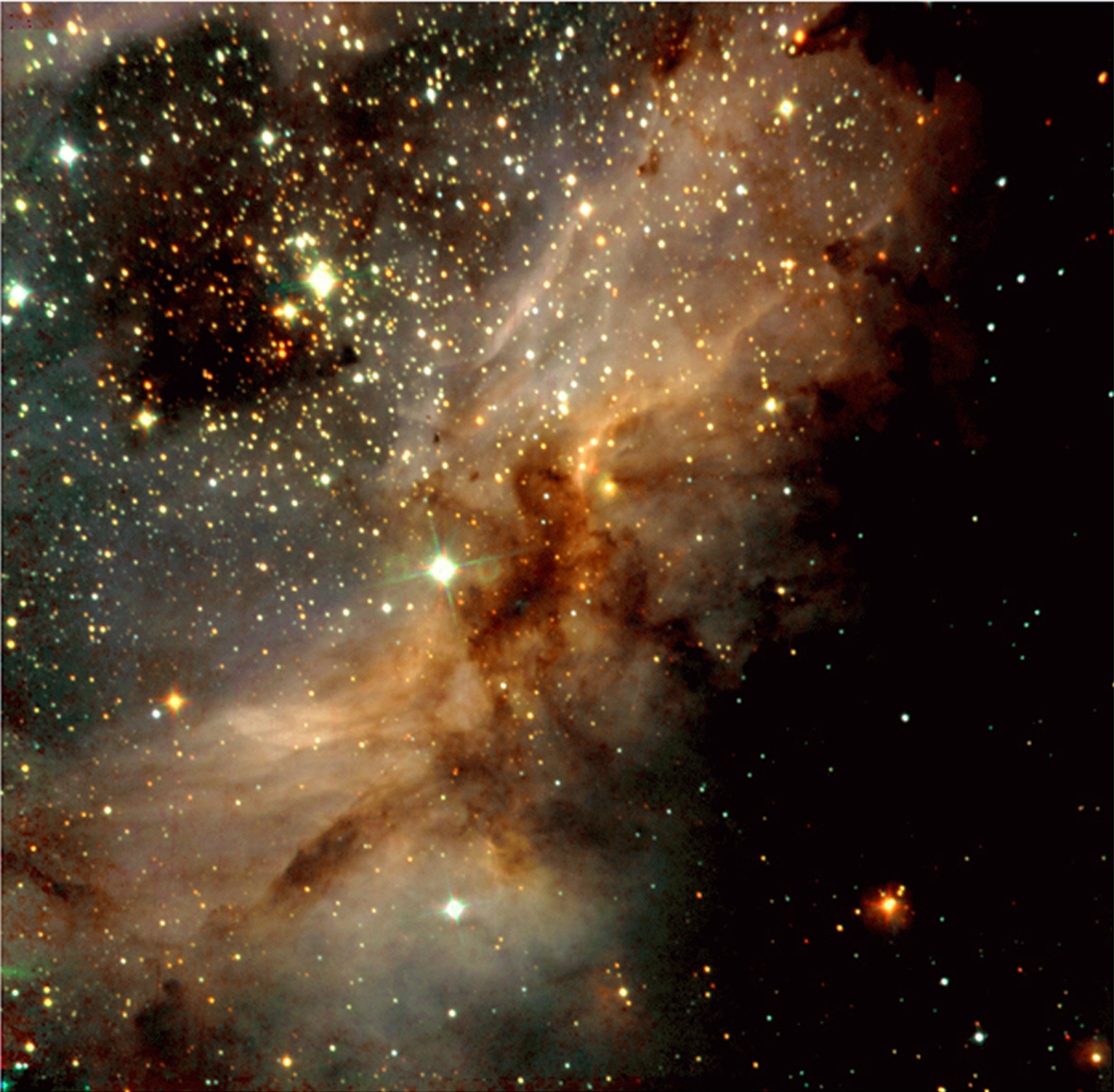
صورة تركيبية بالألوان للجزء الجنوبي الغربي من سديم أوميجا ويكثر فيها تكون النجوم الجديدة (بتصريح من ESO).

يبلغ اللمعان الظاهري لسديم أوميجا +6.0 قدر ظاهري واتساعة في السماء 11 دقيقة قوسية . وترجع التسمية NGC 6618 إلى الفهرس العام الجديد.

## معرض صور

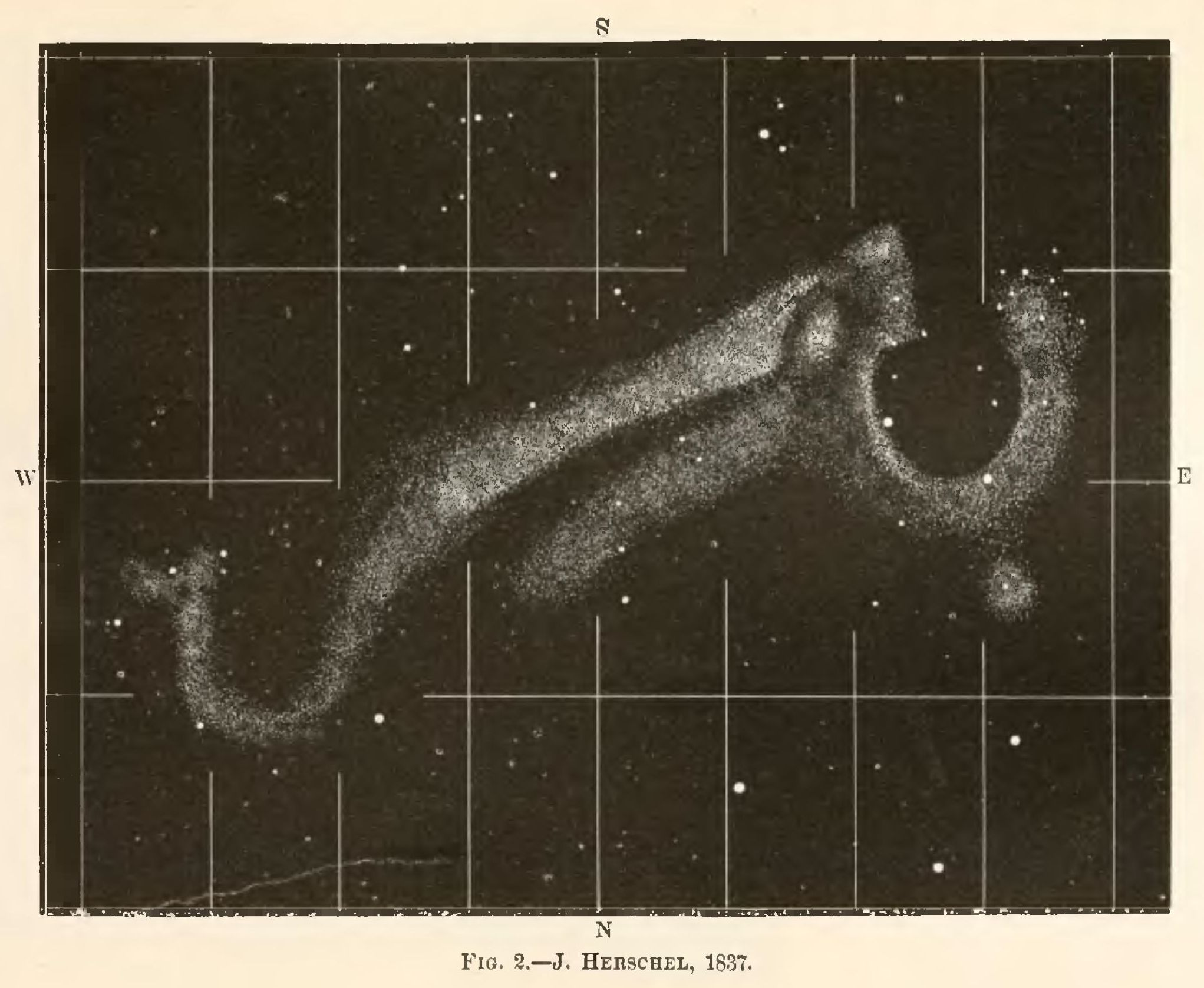
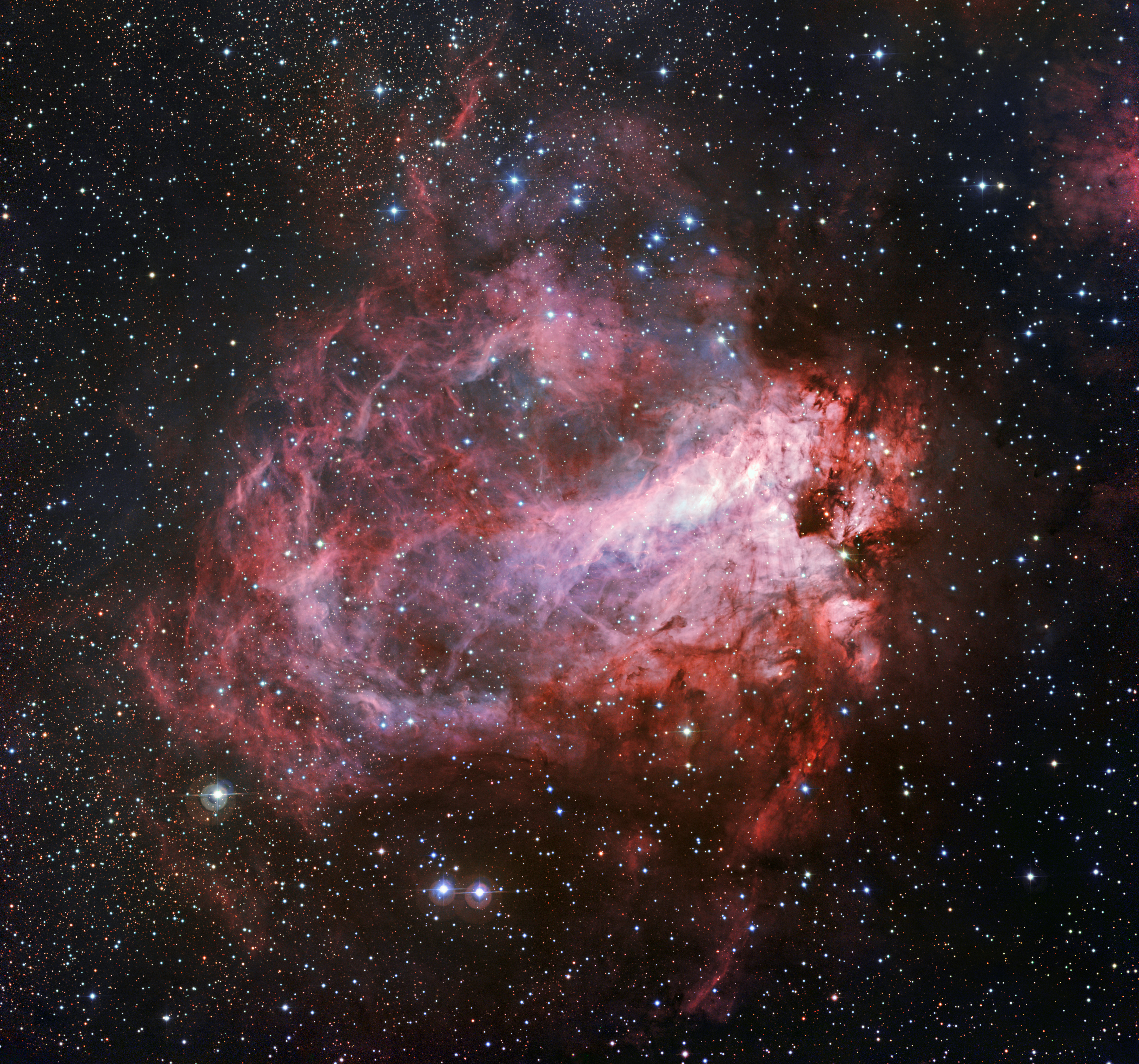
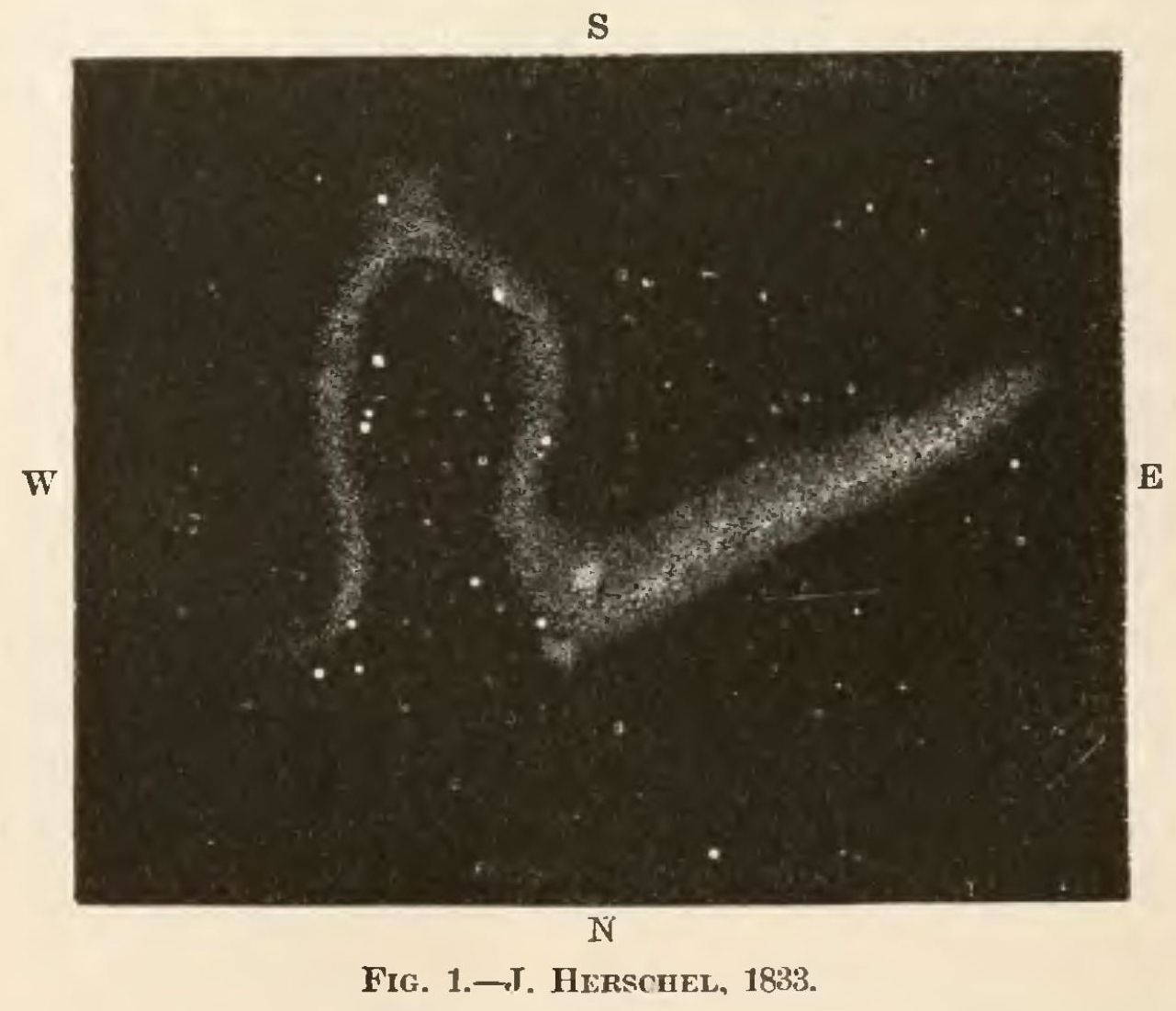
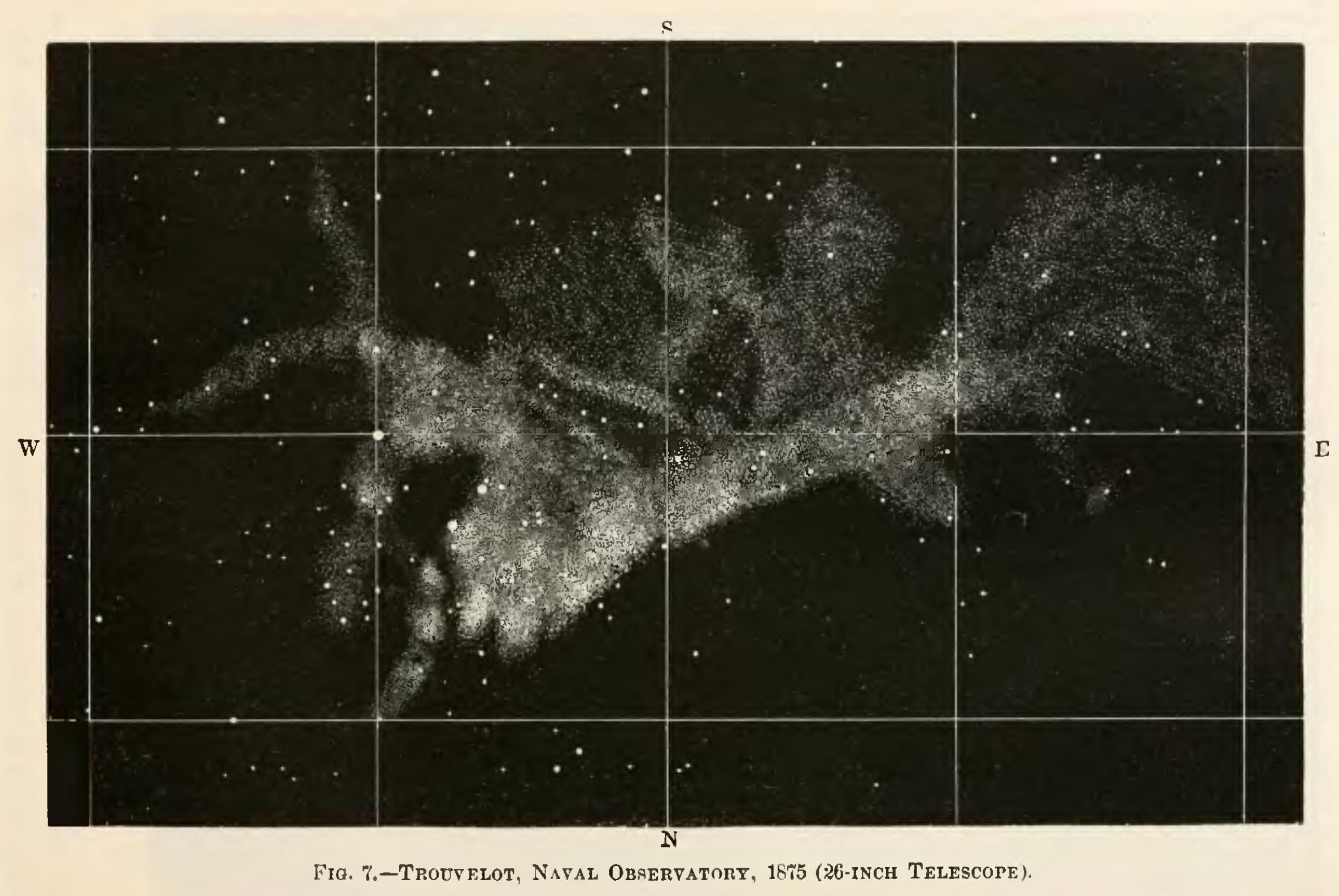
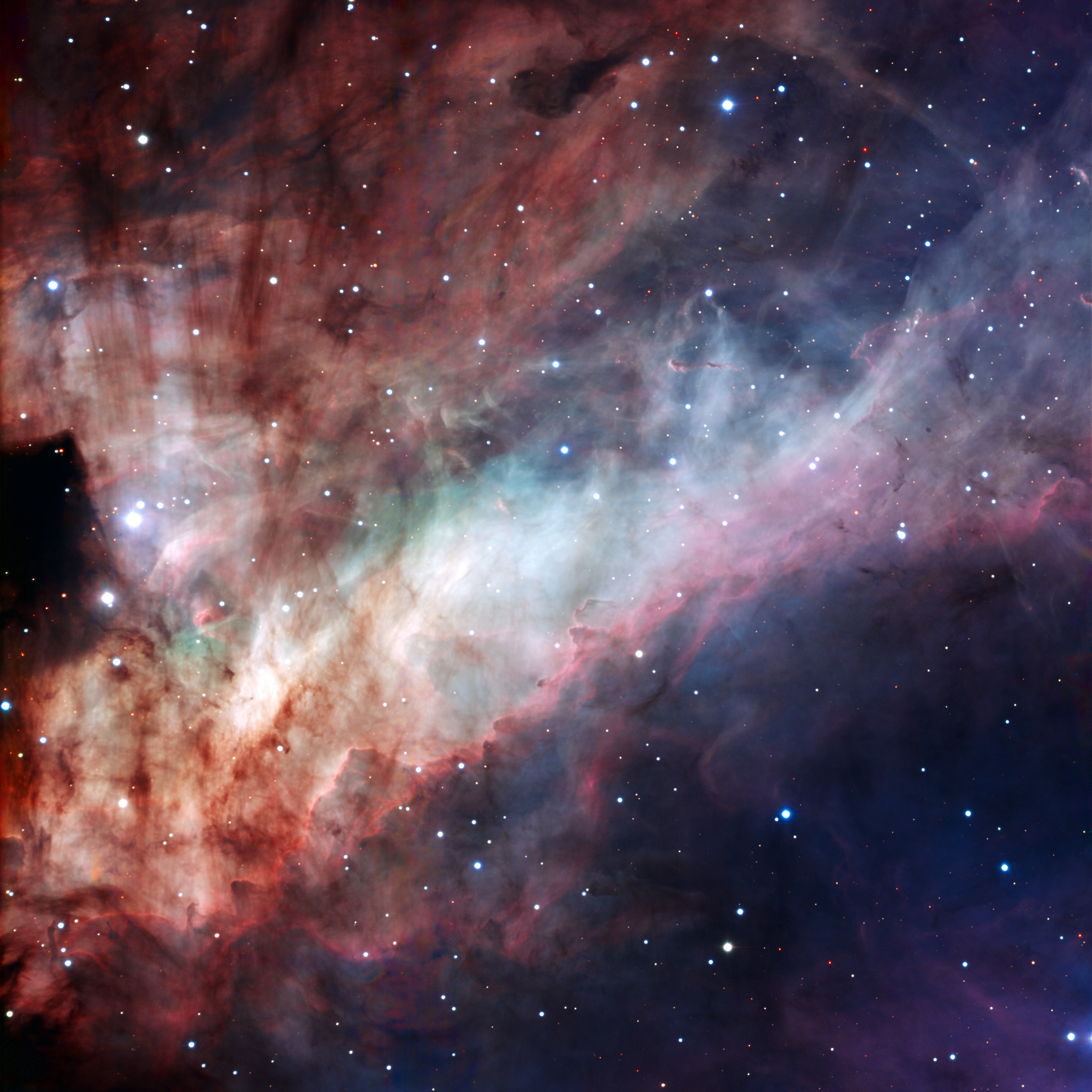
ميسييه 16

## اقرأ أيضا
- نجم.
- مجرة.
- قزم أبيض.
- عملاق أحمر.
- الانفجار العظيم.
- خط زمني للانفجار العظيم.
- نجم نيوتروني.
- ثقب أسود.
- أر سي دبليو

## وصلات خارجية
- موقع الكون في الإنترنت
- Messier 17 Amateur Image by  [http://www.waid-
- Messier 17, SEDS Messier pages